# Шаботинский, Александр Леонидович
Алекса́ндр Леони́дович Шаботи́нский (род. 1 января 1965, Житомир, Украинская ССР) — российский муниципальный деятель, глава города Иваново с 4 июня 2024 года.
В 1986 году окончил Курганское высшее военно-политическое авиационное училище по специальности учителя истории и обществедения. В 2002 году — Владимирский юридический институт по специальности правоохранительная деятельность. В 2010 году — Российскую академию госслужбы.
Служил в вооружённых силах до 1998 года. Затем перешёл в управление ГИБДД УВД Ивановской области, был директором филиала ГОССМЭП МВД по Ивановской области. По данным региональных изданий «Курсив» и «ИвановоLive», во время работы в руководстве ГОССМЭП (государственное монтажно-эксплуатационное предприятие), Шаботинский фактически стал монополистом в сфере установки светофоров, использовав свой административный ресурс. За 2022 год чистая прибыль ООО «Перспектива», принадлежащего семье Шаботинского, составила 16,4 млн рублей.
В 2005 году впервые избирался депутатом Ивановской областной думы от «Единой России», затем переизбирался. Покинул Думу в 2018 году. С 2017 года — заместитель председателя Правительства Ивановской области. С 4 июня 2024 года стал исполняющим обязанности глава города Иваново, сменив на своём посту В. Н. Шарыпова. 24 июля 2024 года Депутаты Ивановской городской думы на заседании избрали мэром города Иваново Шаботинского.
Мастер спорта России по рукопашному бою, вице-президент Федерации панкратиона России. Женат, имеет сына и дочь.